# 457 Alleghenia
457 Alleghenia este un asteroid din centura principală, descoperit pe 15 septembrie 1900, de Max Wolf și Arnold Schwassmann.